# 黃靈芝
黃靈芝（1928年6月20日—2016年3月12日），台灣作家、雕刻家，本名黃天驥。台灣台南市，為臺南文人、實業家黃欣之子。畢業於台南市花園尋常高等小學校、台南第一中學校，台灣大學外文系肄業。

## 生平簡歷
以日文創作為主，作品包括俳句、短歌、評論、詩、小說與散文。以1951年投稿日文報紙《軍民導報》文藝欄為契機，結識錦連、羅浪等文友。1956年參加台北相思樹俳句會。1968年成為「台北歌壇」的會員。1970年創設「台北俳句會」，並任會長，每年刊行《台北俳句集》。同年，華文小說〈蟹〉榮獲第一屆吳濁流文學獎。1992至1993年於臺北縣立文化中心開設漢語俳句教室，推廣灣俳（漢文俳句），嘗試在現代詩之外另造新的詩體，影響了日後臺灣的自由句。1994年加入「台北川柳會」。2003年出版《台灣俳句歲時記》，2004年榮獲第三屆正岡子規國際俳句賞。因多年致力於介紹日本文化，2006年獲得日本天皇頒贈旭日小綬章。同年，獲得真理大學頒發的第十屆台灣文學家牛津獎，並舉行黃靈芝國際研討會。
文學之外，其尚於1946年師事蒲添生，學習雕塑。1962年以雕塑作品〈盲女〉入選法國巴黎國際青年藝術展，1963年〈盲女〉獲得第17屆省展特選第一名。1965年成為「臺陽美術協會」雕塑部會員。1985至1993年協助國立故宮博物院《文物光華》日文版之翻譯、考證、編輯。

## 得獎
- 第一屆「吳濁流文學獎」（1970年）
- 第3回「正岡子規國際俳句賞」俳句賞（2004年）
- 第十屆「台灣文學家牛津獎」（2006年）
- 旭日小綬章（2006年）

## 作品

### 合集
- 《黃靈芝作品集》1-21卷（自費出版，非賣品，1971-2008年）。

### 小說
- 岡崎郁子編：《宋王之印》（東京：慶友社，2002年）
- 下岡友加編：《戦後台湾の日本語文学　黄霊芝小説選》（廣島：溪水社，2012年）。
- 下岡友加編：《戦後台湾の日本語文学　黄霊芝小説選2》（廣島：溪水社，2015年）。
- 阮文雅編譯：《黃靈芝小說選》上、下二冊（台南：臺南市政府文化局、台北：遠景，2020年）。

### 俳句
- 《台灣俳句歲時記》（東京：言叢社，2003年）。

## 文學評價
日本學者岡崎郁子教授，稱黃靈芝以日語持續創作許多作品，廣及俳句、短歌、詩、小說、隨筆、評論等文類，具他人無法企及的（他の追随を許さない）文藝性，為戰後台灣最優秀的作家之一。
臺南市政府文化局版《黃靈芝小說選》的編譯阮文雅，稱：「黃靈芝以天才／頑童特有的反骨，刻意挑戰讀者感官的想像底線；也可視為作者對現代文明的嘲諷。也許因而使得作品讀來不褪流行與時彌新，應為黃靈芝小說文學的一大特點」。
其他，有關黃靈芝研究的專論，可參閱：
劉淑貞，〈黃靈芝文學研究—以《台灣俳句歲時記》為中心〉，中國文化大學日本研究所碩論，蔡華山教授指導，2006年。
岡崎郁子，《黄霊芝物語—ある日文台湾作家の軌跡》，東京：研文出版，2004年。
下岡友加，《ポストコロニアル台湾の日本語作家　黄霊芝の方法》（廣島：溪水社，2015年）。
張文貞，〈黄霊芝の小説に描かれた「理想」—「紫陽花」「仙桃の花」「ユートピア」を中心に〉，東吳大學日本語文學系碩論，阮文雅指導，2019年。
岡崎郁子著，林雪婷譯，《黃靈芝的文學軌跡：一位戰後以日語創作的台灣作家》，台北：國立臺灣大學出版中心，2019年。

## 家族
- 黃靈芝父親為臺南著名仕紳黃欣，黃靈芝為黃欣六子。[7]:316-317